# Liste der Städte im Saarland

Saarland nach Kreisen
gelb = Städte, blassgelb = Landgemeinden

Die Liste der Städte im Saarland enthält die 17 Städte des deutschen Landes Saarland, davon liegen:
- 5 Städte im Regionalverband Saarbrücken (Nr. 3 in der Karte)
- 4 Städte im Saarpfalz-Kreis (Nr. 5)
- 3 Städte im Landkreis Saarlouis (Nr. 4)
- 2 Städte im Landkreis Merzig-Wadern (Nr. 1)
- 2 Städte im Landkreis Neunkirchen (Nr. 2)
- 1 Stadt im Landkreis St. Wendel (Nr. 6)

Kreis- und Mittelstädte
- Die sechs Kreisstädte sind Homburg (Saarpfalz-Kreis), Merzig (Landkreis Merzig-Wadern), Neunkirchen (Landkreis Neunkirchen), Saarbrücken (Regionalverband Saarbrücken), Saarlouis (Landkreis Saarlouis) und St. Wendel (Landkreis St. Wendel).
- Die zwei Mittelstädte sind St. Ingbert und Völklingen.

## Liste der Städte
Die Tabelle ist spaltenweise sortierbar durch Klick auf das Symbol. 
| Stadt                         | Wappen                             | Landkreis/Kreis             | erstmals erwähnt | Stadt- recht seit | Fläche in km² | Einwohner am 31. Dezember 2023 | Fotos                                     |
| ----------------------------- | ---------------------------------- | --------------------------- | ---------------- | ----------------- | ------------- | ------------------------------ | ----------------------------------------- |
| Bexbach                       | Wappen der Stadt Bexbach           | Saarpfalz-Kreis             | 1219             | 1970              | 31,12         | 17.884                         | Rathaus von Bexbach                       |
| Blieskastel                   | Wappen der Stadt Blieskastel       | Saarpfalz-Kreis             | 1098             | 1343              | 108,27        | 20.202                         | Orangerie (Überrest der Schlossanlage)    |
| Dillingen/Saar                | Wappen der Stadt Dillingen/Saar    | Saarlouis                   | 1131–1152        | 1949              | 22,07         | 21.553                         | Saardom                                   |
| Friedrichsthal                | Wappen der Stadt Friedrichsthal    | Regionalverband Saarbrücken | 1866             | 1969              | 9,07          | 10.174                         | Rathaus                                   |
| Homburg                       | Wappen der Stadt Homburg           | Saarpfalz-Kreis             | 0                | 1330              | 82,64         | 43.360                         | Katholische Pfarrkirche St. Michael       |
| Lebach                        | Wappen der Stadt Lebach            | Saarlouis                   | 0950             | 1977              | 64,15         | 19.843                         | Katholische Kirche Lebach                 |
| Merzig                        | Wappen der Stadt Merzig            | Merzig-Wadern               | 0369             | 1825              | 108,79        | 31.811                         | Saarschleife zwischen Mettlach und Merzig |
| Neunkirchen                   | Wappen der Stadt Neunkirchen       | Neunkirchen                 | 0765             | 1922              | 75,08         | 47.546                         | Ehemaliges Eisenwerk Neunkirchen          |
| Ottweiler                     | Wappen der Stadt Ottweiler         | Neunkirchen                 | 1393             | 1550              | 45,51         | 14.418                         | Stengel-Pavillon und Barockrosengarten    |
| Püttlingen                    |                                    | Regionalverband Saarbrücken | 1075–1122        | 1968              | 23,94         | 18.457                         | Rocco del Schlacko Musikfestival          |
| Saarbrücken, Landeshauptstadt | Wappen der Stadt Saarbrücken       | Regionalverband Saarbrücken | 0999             | 1322              | 167,07        | 181.982                        | Saarbrücker Schloss                       |
| Saarlouis                     | Wappen der Stadt Saarlouis         | Saarlouis                   | 1680             | 1683              | 43,27         | 37.901                         | Saarlouiser Kommandantur um 1900          |
| St. Ingbert                   | Wappen der Stadt St. Ingbert       | Saarpfalz-Kreis             | 0888             | 1829              | 49,95         | 35.626                         | Besucherbergwerk Rischbachstollen         |
| St. Wendel                    | Wappen der Stadt St. Wendel        | St. Wendel                  | 1180             | 1332              | 113,54        | 25.497                         | Schlossplatz in St. Wendel                |
| Sulzbach/Saar                 | Das Wappen der Stadt Sulzbach/Saar | Regionalverband Saarbrücken | 1346             | 1946              | 16,12         | 16.417                         | Sulzbach                                  |
| Völklingen                    | Das Wappen der Stadt Völklingen    | Regionalverband Saarbrücken | 0822             | 1937              | 67,06         | 40.714                         | Weltkulturerbe Völklinger Hütte           |
| Wadern                        | Das Wappen der Stadt Wadern        | Merzig-Wadern               | 0950             | 1978              | 111,17        | 16.606                         | Schloss Dagstuhl                          |